# Henry Lot
Henry (Hendrik) Lot (* 22. Mai 1822 in Gendringen bei Arnheim; † 12. Mai 1878 in Düsseldorf) war ein niederländischer Tier- und Landschaftsmaler der Düsseldorfer Schule.

## Leben
Bei Barend Cornelis Koekkoek in Kleve erlernte er die Landschaftsmalerei im Stil der Klever Romantik. 1840 zog er nach Alkmaar. 1846 bzw. 1851 wirkte Lot als Zeichenlehrer am Gymnasium in Wesel, wo er u. a.  die späteren Maler Ernst Bosch, Ernst von Bernuth und Ludwig Hugo Becker unterrichtete. Letzterer wurde anschließend sein Privatschüler. Der Künstler war verheiratet und hatte drei Kinder. Von 1853 bis zu seinem Tod lebte er in Düsseldorf, zuletzt wohnte er im Stadtteil Pempelfort, Nordstraße 26.

## Werk
Bekannt wurde sein Werk Die Waldszene, das im Düsseldorfer Rathaus hängt. Lot spezialisierte sich insbesondere auf die Darstellung von Fluss- und Waldlandschaften am Niederrhein, in denen in der Ferne gelegentlich identifizierbare Stadtsilhouetten, u. a. die von Kleve und Xanten, erscheinen. Arbeiten des Künstlers zeigten die Kunsthandlungen Eduard Schulte und Bismeyer & Kraus in Düsseldorf sowie die Jahresausstellungen in Düsseldorf, Berlin, Hannover, Bremen und in den Niederlanden, darunter Abendlandschaft mit Vieh (Kunstverein-Ausstellung, Düsseldorf 1854; Ankauf), Eichenwald mit Künstlern und Bauern (Kunstverein Hannover 1856), Der Wald bei Neuenburg (Permanente Kunstausstellung Eduard Schulte, Düsseldorf 1868; Ankauf durch den Großherzog von Oldenburg), Überschwemmte Niederrheinlandschaft mit Tieren (Akademische Kunstausstellung, Berlin 1868), Ansicht von Kleve (Permanente Kunstausstellung Bismeyer & Kraus, Düsseldorf 1869), Landschaft mit Schafen (Kunstverein, Düsseldorf 1873) und Waldlandschaft (Akademische Kunstausstellung, Berlin 1876). Die zeitgenössische Kritik lobte seine Fähigkeit der Bildgestaltung mit einfachsten Mitteln und eine „ungesuchte Natürlichkeit“ in seinen Werken. Gelegentlich wurde seine Malerei als „nach der Art der alten Holländer“ charakterisiert. Von 1854 bis 1860 war er Mitglied des Düsseldorfer Künstlervereins Malkasten.
Ein fotografisches Porträt des Künstlers befindet sich im Malkasten-Archiv in Düsseldorf.

## Werke (Auswahl)
- Abenddämmerung

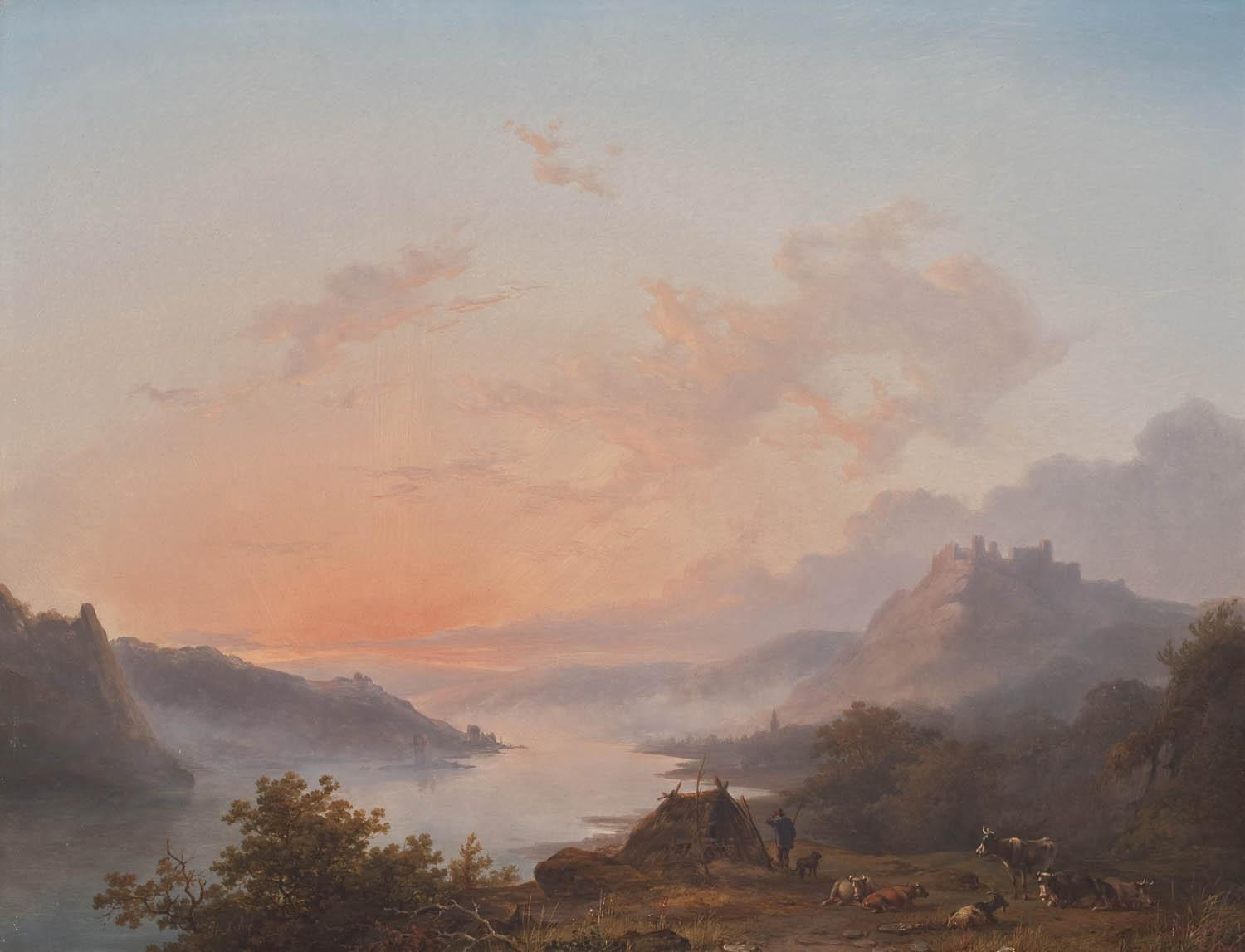
Morgendämmerung am Rhein, um 1850/60: Kleve, B. C. Koekkoek-Haus

- Eichbaum, um 1869: Düsseldorf, Kunstmuseum
- Idyllische Landschaft, ausgestellt 1864 im Oldenburger Kunstverein
- Landschaft bei Dessau, ausgestellt 1867 ff. im Oldenburger Kunstverein
- Landschaft mit Eichenwald und Kühen: Köln, Stadtbücherei Chorweiler
- Morgenrot am Rhein, B.C. Koekkoek-Haus, Kleve[7]
- Neuenburger Urwald, ausgestellt 1868 im Oldenburger Kunstverein
- Überschwemmte Gemeindewiese (1868)[8]
- Die Waldszene